# Sportovní gymnastika na Letních olympijských hrách 1996
Sportovní gymnastika na Letních olympijských hrách 1996 zahrnovala soutěže mužů a žen na jednotlivých nářadích a víceboje jednotlivců resp. jednotlivkyň a družstev. Všechny disciplíny proběhly v hale Georgia Dome v Atlantě v Georgii.

## Medailisté

### Muži
| Soutěž                | Zlato | Stříbro | Bronz |
| --------------------- | --- | --- | --- |
| Víceboj – družstva    | Rusko (RUS) · Sergej Charkov · Nikolaj Krjukov · Alexej Němov · Jevgenij Podgornyj · Dmitrij Truš · Dmitrij Vasilenko · Alexej Voropajev | Čína (CHN) · Fan Pin · Fan Chung-pin · Chuang Chua-tung · Chuang Li-pching · Li Siao-šuang · Šen Ťien · Čang Ťin-ťing | Ukrajina (UKR) · Ihor Korobčynskyj · Oleh Kosjak · Hrihorij Misjutin · Volodimir Šamenko · Rustam Šaripov · Oleksandr Svitlyčnyj · Jurij Jermakov |
| Víceboj – jednotlivci | Li Siao-šuang · Čína (CHN) | Alexej Němov · Rusko (RUS)                                                                                            | Vitalij Ščerbo · Bělorusko (BLR) |
| Prostná               | Ioannis Melissanidis · Řecko (GRE) | Li Siao-šuang · Čína (CHN)                                                                                            | Alexej Němov · Rusko (RUS) |
| Kůň našíř             | Li Tung-chua · Švýcarsko (SUI) | Marius Urzică · Rumunsko (ROU)                                                                                        | Alexej Němov · Rusko (RUS) |
| Kruhy                 | Jury Chechi · Itálie (ITA) | Szilveszter Csollány · Maďarsko (HUN)                                                                                 | nebyla udělena |
| Kruhy                 | Jury Chechi · Itálie (ITA) | Dan Burincă · Rumunsko (ROU)                                                                                          | nebyla udělena |
| Přeskok               | Alexej Němov · Rusko (RUS) | Yeo Hong-Chul · Jižní Korea (KOR)                                                                                     | Vitalij Ščerbo · Bělorusko (BLR) |
| Bradla                | Rustam Šaripov · Ukrajina (UKR) | Jair Lynch · Spojené státy americké (USA)                                                                             | Vitalij Ščerbo · Bělorusko (BLR) |
| Hrazda                | Andreas Wecker · Německo (GER) | Krasimir Dunev · Bulharsko (BUL)                                                                                      | Vitalij Ščerbo · Bělorusko (BLR) |
| Hrazda                | Andreas Wecker · Německo (GER) | Krasimir Dunev · Bulharsko (BUL)                                                                                      | Fan Pin · Čína (CHN) |
| Hrazda                | Andreas Wecker · Německo (GER) | Krasimir Dunev · Bulharsko (BUL)                                                                                      | Alexej Němov · Rusko (RUS) |

### Ženy
| Soutěž                | Zlato | Stříbro | Bronz |
| --------------------- | --- | --- | --- |
| Víceboj – družstva    | Spojené státy americké (USA) · Amanda Bordenová · Amy Chowová · Dominique Dawesová · Shannon Millerová · Dominique Moceanuová · Jaycie Phelpsová · Kerri Strugová | Rusko (RUS) · Jelena Dolgopolovová · Rozalija Galijevová · Jelena Groševová · Světlana Chorkinová · Dina Kočetkovová · Jevgenija Kuzněcovová · Oksana Ljapinová | Rumunsko (ROU) · Simona Amanarová · Gina Gogeanová · Ionela Loaieşová · Alexandra Marinescuová · Lavinia Miloșoviciová · Mirela Ţugurlanová |
| Víceboj – jednotlivci | Lilia Podkopajevová · Ukrajina (UKR) | Gina Gogeanová · Rumunsko (ROU) | Simona Amanarová · Rumunsko (ROU) |
| Víceboj – jednotlivci | Lilia Podkopajevová · Ukrajina (UKR) | Gina Gogeanová · Rumunsko (ROU) | Lavinia Miloșoviciová · Rumunsko (ROU) |
| Přeskok               | Simona Amanarová · Rumunsko (ROU) | Mo Chuej-lan · Čína (CHN) | Gina Gogeanová · Rumunsko (ROU) |
| Bradla                | Světlana Chorkinová · Rusko (RUS) | Pi Wen-ťing · Čína (CHN) | nebyla udělena |
| Bradla                | Světlana Chorkinová · Rusko (RUS) | Amy Chowová · Spojené státy americké (USA) | nebyla udělena |
| Kladina               | Shannon Millerová · Spojené státy americké (USA) | Lilia Podkopajevová · Ukrajina (UKR) | Gina Gogeanová · Rumunsko (ROU) |
| Prostná               | Lilia Podkopajevová · Ukrajina (UKR) | Simona Amanarová · Rumunsko (ROU) | Dominique Dawesová · Spojené státy americké (USA)                                                                                           |

## Přehled medailí
| Pořadí | Země                         | Zlato | Stříbro | Bronz | Celkově |
| ------ | ---------------------------- | ----- | ------- | ----- | ------- |
| 1.     | Ukrajina (UKR)               | 3     | 1       | 1     | 5       |
| 2.     | Rusko (RUS)                  | 3     | 2       | 3     | 8       |
| 3.     | Spojené státy americké (USA) | 2     | 2       | 1     | 5       |
| 4.     | Rumunsko (ROU)               | 1     | 4       | 5     | 10      |
| 5.     | Čína (CHN)                   | 1     | 4       | 1     | 6       |
| 6.     | Německo (GER)                | 1     | 0       | 0     | 1       |
| 6.     | Řecko (GRE)                  | 1     | 0       | 0     | 1       |
| 6.     | Itálie (ITA)                 | 1     | 0       | 0     | 1       |
| 6.     | Švýcarsko (SUI)              | 1     | 0       | 0     | 1       |
| 11.    | Bulharsko (BUL)              | 0     | 1       | 0     | 1       |
| 12.    | Jižní Korea (KOR)            | 0     | 1       | 0     | 1       |
| 12.    | Maďarsko (HUN)               | 0     | 1       | 0     | 1       |
| 14.    | Bělorusko (BLR)              | 0     | 0       | 4     | 4       |
| Celkem | Celkem                       | 14    | 16      | 15    | 45      |